# 中村真衣
中村 真衣（なかむら まい、1979年7月16日 - ）は、新潟県長岡市出身の元競泳選手。2000年シドニーオリンピック100m背泳ぎ銀メダリスト・400mメドレーリレー銅メダリスト。

## 経歴
中村が幼い頃に両親が離婚し、以後母親の手ひとつで育てられた。
4歳から市内のスイミングスクール、JSS長岡に通ったが、徐々に力をつけ地元の大会で好成績を収めるようになる。中学3年生で日本選手権100m背泳ぎで初優勝を果たした。
1996年、高校2年生で1996年アトランタオリンピックに出場するが、女子100m背泳ぎは4位入賞と惜しくも表彰台を逃した。ほか女子200m背泳ぎは9位、女子4x100mメドレーリレー（田中雅美・青山綾里・千葉すず）は予選落ちに終わった。
1998年、中央大学法学部に進学するが、故郷の母親を気遣い、引き続きJSS長岡に籍を残し、以後大学の大会以外にはJSS長岡登録選手として出場した。
大学3年で出場した2000年シドニーオリンピックに出場。女子100m背泳ぎでは惜しくも優勝を逃したが2位入賞を果たして銀メダルを獲得。そして女子4×100mメドレーリレー（田中雅美・大西順子・源純夏）では3位入賞で銅メダルを獲得、五輪で2つのメダルを獲得した。
2002年に中央大学卒業後は直ちに帰郷、プロスイマーに転向し、2004年アテネオリンピックへの出場を目指したが、中村礼子ら後輩の成長や自身の体の衰えもあり、3大会連続の五輪出場を逃した。引退を考えていた矢先の2004年10月23日、新潟県中越地震に被災、母親と数日間の車中泊も経験。そこで「もう一度奮起することで、ふるさとの人たちを勇気付けたい」と、現役続行を決断した。
しかしやはり体の衰えには勝てず、2006年に入ると、肩の不調を訴えるようになった。この年の日本選手権で代表を勝ち取った2007年の世界選手権で惨敗。間を置かずに行われた日本選手権には出場せず、同年4月27日、地元長岡で選手引退を表明した。今後については、何らかの形で水泳にかかわっていきたいとしており、現在は主に、子供を対象とした水泳指導を中心に活動している。また、同年6月27日にテレビ東京系列で放送された『いい旅・夢気分』では、かつての代表としての戦友でもある田中雅美・岩崎恭子とともに伊豆を旅した（岩崎・田中は元々仲がいい友達であり同番組には度々登場していたが、中村が引退してタレント活動もできるようになったのを契機に、大学の先輩である田中から声がかかったようである）。
2013年9月から1年間アメリカ合衆国へコーチ留学を行った。
2024年7月6日、自由民主党新潟県連が翌年の参議院議員選挙の新潟県選挙区（改選数1）に向けて行う候補者の公募に、中村が応募したことが報道により明らかとなった。同年9月20日、自民党新潟県連は中村を公認候補とするよう党本部に申請することを決めた。同年11月28日、自民党は翌年の参院選で中村を公認すると発表した。
同年7月3日に参院選が公示され、新潟県選挙区には中村、立憲民主党現職の打越さく良、参政党新人の生命保険会社社員の平井恵里子、NHK党新人の元朝霞市議会議員の原田公成の計4人が立候補の届出を出した。7月16日に各メディアは終盤情勢を発表。時事通信は「打越と中村が1議席を巡って接戦」と報じ、読売新聞は「打越と中村が横一線のまま」と報じた。7月20日投開票の結果、打越が再選を果たした。中村は428,167票を獲得するも次点で落選。参政党の平井は207,786票を獲得した。JNNの出口調査によれば、新潟県内の10代から40代の投票先は平井が他の候補を抑えトップだった（平井の割合は10～20代で45％、30代で42％、40代で38％）。自民党元衆議院議員の高鳥修一は取材に対し「今まで私を支持していた方々の中でも、今回は参政党という人がいた」と答えた。同じく元衆議院議員の鷲尾英一郎も「参政党の主張は保守的な政策が非常に多かった。自民党から票が参政党に奪われたことの影響は少なからずあった」と語った。

## 出演
- 炎の体育会TV（TBS）

## 選挙歴
| 当落 | 選挙                     | 執行日         | 年齢 | 選挙区       | 政党       | 得票数     | 得票率 | 定数 | 得票順位 /候補者数 | 政党内比例順位 /政党当選者数 |
| ---- | ------------------------ | -------------- | ---- | ------------ | ---------- | ---------- | ------ | ---- | ------------------ | ---------------------------- |
| 落   | 第27回参議院議員通常選挙 | 2025年07月20日 | 46   | 新潟県選挙区 | 自由民主党 | 42万8167票 | 39.24% | 1    | 2/4                | /                            |